# Стефан-Караджа (Добричская область)
Стефан-Караджа (болг. Стефан Караджа) — село в Болгарии. Находится в Добричской области, входит в общину Добричка. Население по переписи населения 2011 года 336 человек, из них 202 — болгары (60,1 %).

## История
Село основано в 1928 году рядом с родником Каралезка-Чешма и придорожной корчмой. Большую часть населения составли переселенцы из Северной Добруджи.
Переименовано в честь Стефана Караджа, болгарского национального героя, революционера, участника национально-освободительного движения в Болгарии и Румынии, видного лидера восстания против Османской империи. Ранее село носило название Voyneshti  (Бранник, Защитник).

## Политическая ситуация
В селе Стефан-Караджа должность кметского наместника исполняет Николай Христов Станчев.
Кмет (мэр) общины Добричка — Тошко Петков (Болгарская Социалистическая Партия (БСП)) по результатам выборов в правление общины.

## Культурные и природные достопримечательности
Источник (чешма) Каралезка-Чешма, построен во время турецкого рабства, воспет писателем Йорданом Йовковым.
Имеются устные сведения о проходившей через село линии фронта, во время Первой мировой войны.

## Известные уроженцы, жители
Недева, Екатерина — болгарская легкоатлетка, участница летних Олимпийских игр 1976 и 1980 годов.